# Le Pont des espions
Pour plus de détails, voir Fiche technique et Distribution.

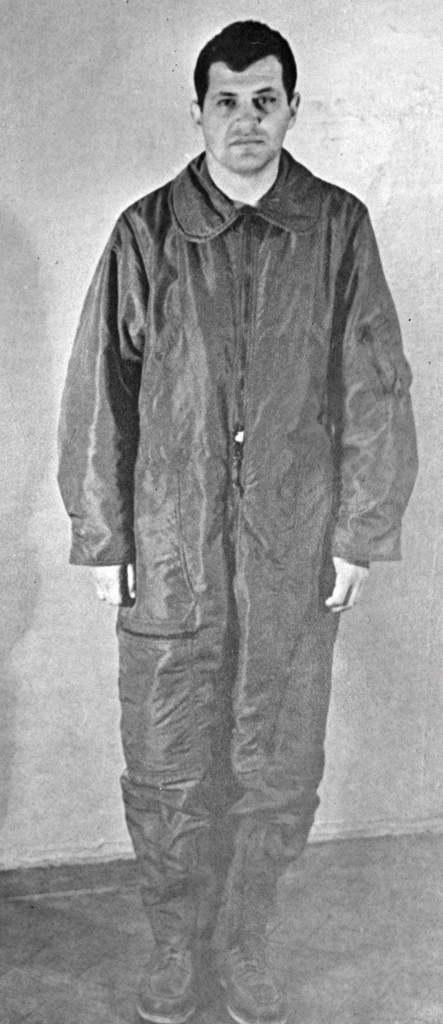
Francis Gary Powers, après sa capture par les Soviétiques.

Le Pont des espions (Bridge of Spies) est un film américano-allemand réalisé par Steven Spielberg, sorti en 2015.
Il s'inspire d'un épisode historique : l'échange à Berlin en 1962, en pleine guerre froide, du pilote américain de la CIA Francis Gary Powers avec l'espion soviétique William Fischer.

## Synopsis
1957, en pleine guerre froide, l'avocat américain James B. Donovan assure la défense de Rudolf Abel (qui est en réalité William Fischer se faisant passer pour Abel, même si cela n'est pas précisé dans le film), un espion soviétique installé depuis des années aux États-Unis. Malgré ses réticences et ses craintes pour sa carrière, il a accepté ce dossier à la demande des autorités et de son cabinet d'avocats, pour montrer la supériorité d'un État de droit sur le système soviétique. Alors qu'Abel est reconnu coupable au prix de certaines entorses de procédure (des preuves saisies sans mandat sont retenues à charge), Donovan parvient à obtenir du juge une peine de prison au lieu de la condamnation à mort. L'avocat soutient qu'Abel pourrait servir de monnaie d'échange dans le cas très probable où les Russes captureraient un agent américain. Une partie de la population désapprouve ce verdict et la famille Donovan est victime d'une agression. Sa femme et ses enfants blâment son engagement.
Les faits donnent raison à Donovan : le pilote de la CIA Francis Gary Powers est abattu avec son avion-espion par la défense antiaérienne de l'URSS pendant un vol de reconnaissance au-dessus du territoire soviétique. C'est alors que Donovan reçoit, par des moyens détournés, une offre des Soviétiques destinée à la CIA : les Russes suggèrent un échange de prisonniers. Donovan est chargé de négocier cet échange entre Abel et Powers. L'avocat doit pour cela se rendre à Berlin-Est, contrôlé par les Soviétiques, sans protection diplomatique. Alors que sa mission semble se dérouler au mieux, la République démocratique allemande essaie de tirer avantage de la situation : la Stasi fait arrêter Frederic Pryor, un étudiant américain innocent, sous un prétexte fallacieux, afin de l'échanger contre Abel et d'obtenir la reconnaissance diplomatique de Washington en négociant avec les États-Unis d'égal à égal. Tandis que le gouvernement américain veut récupérer son pilote avant qu'il ne coopère avec les Soviétiques, James B. Donovan tente tout ce qui est en son pouvoir pour obtenir également la libération de Pryor, quitte à risquer de faire échouer le seul échange voulu par la CIA : Abel contre Powers. Cet échange a lieu sur le « pont des espions », celui de Glienicke.

## Fiche technique
Sauf indication contraire, les informations mentionnées dans cette section peuvent être confirmées par les bases de données cinématographiques IMDb et Allociné,  présentes dans la section « Liens externes ».
- Titre original : Bridge of Spies
- Titre français : Le Pont des espions
- Réalisation : Steven Spielberg
- Scénario : Matt Charman et Joel et Ethan Coen
- Musique : Thomas Newman
- Direction artistique : Marco Bittner Rosser, Scott Dougan, Kim Jennings et Anja Müller
- Décors : Adam Stockhausen
- Costumes : Kasia Walicka Maimone
- Photographie : Janusz Kamiński
- Son : Richard Hymns, Tom Lalley, Andy Nelson, Gary Rydstrom
- Montage : Michael Kahn
- Production : Kristie Macosko Krieger, Marc Platt et Steven Spielberg
  - Production déléguée : Jonathan King, Daniel Lupi, Jeff Skoll et Adam Somner
  - Coproduction : Christoph Fisser, Henning Molfenter et Charlie Woebcken
- Sociétés de production :
  - États-Unis : Amblin Entertainment, Marc Platt Productions et Touchstone Pictures, en association avec Participant et TSG Entertainment, présenté par DreamWorks Pictures et Fox 2000 Pictures
  - Allemagne : en coproduction avec les Studios de Babelsberg
  - Inde : présenté par Reliance Entertainment
- Sociétés de distribution : Walt Disney Studios Motion Pictures à travers la bannière de Touchstone Pictures (États-Unis et Canada) ; 20th Century Fox (Allemagne, France, Belgique, Suisse romande)[1] ; Reliance Entertainment (Inde)
- Budget : 40 millions USD[2],[3]
- Pays de production :  États-Unis,  Allemagne[4],[N 1]
- Langues originales : anglais, allemand, russe
- Format : couleur et noir et blanc (images d'archives) (Technicolor) — 35 mm — 2,39:1 — son Dolby Surround 7.1 / Datasat / Dolby Digital / SDDS
- Genre : drame, historique, thriller, espionnage, guerre
- Durée : 142 minutes
- Dates de sortie[5] :
  - États-Unis : 4 octobre 2015 (Festival du film de New York), 12 octobre 2015 (Festival international du film des Hamptons), 13 octobre 2015 (Festival du film de Mill Valley), 16 octobre 2015 (sortie nationale)
  - Inde, Québec : 16 octobre 2015[6]
  - Allemagne : 26 novembre 2015 (sortie nationale) , 18 février 2023 (Festival international du film de Berlin)
  - France, Belgique, Suisse romande : 2 décembre 2015[7],[8],[9]
- Classification[10] :
  - États-Unis : accord parental recommandé, film déconseillé aux moins de 13 ans (PG-13 - Parents Strongly Cautioned)[N 2]
  - Allemagne : interdit aux moins de 12 ans (FSK 12)
  - Inde : accord parental pour les moins de 14 ans (contenant des scènes ou des paroles équivoques) (U/A - Unrestricted Public Exhibition - With Parental Guidance)
  - France : tous publics[11]
  - Belgique : tous publics (Alle Leeftijden)[8]
  - Suisse romande : interdit aux moins de 12 ans[12]
  - Québec : tous publics (G - General Rating)[6]

## Distribution
- Tom Hanks (VF : Jean-Philippe Puymartin ; VQ : Tristan Harvey) : James B. Donovan

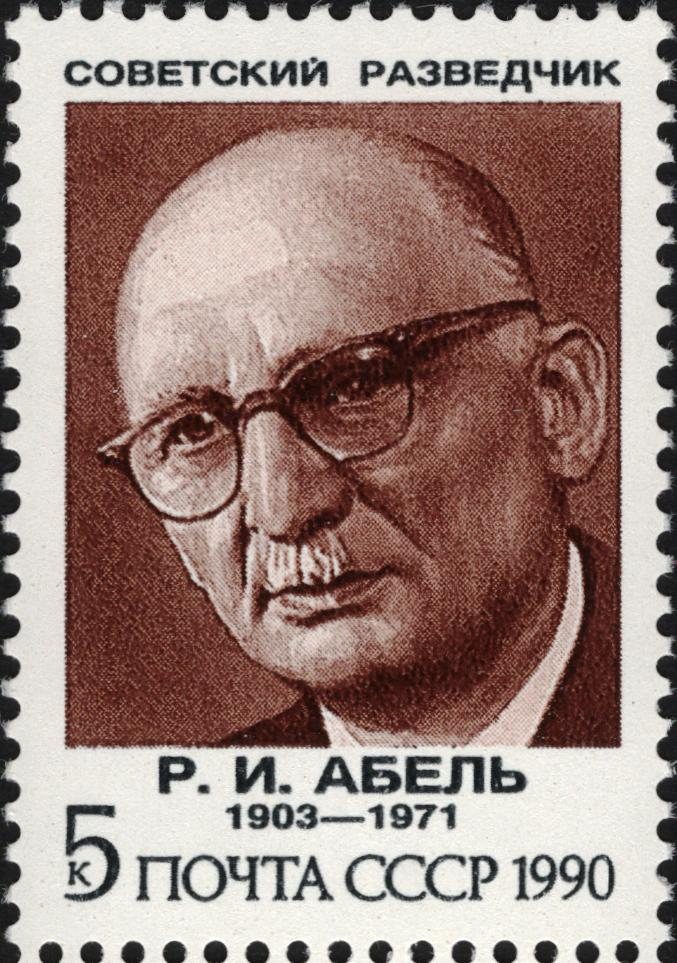
Timbre soviétique de 1990 à l'effigie de l’espion sous le nom usurpé de Rudolf Abel.

- Mark Rylance (VF : Gabriel Le Doze ; VQ : Antoine Durand) : Rudolf Abel, en réalité William Fischer
- Amy Ryan (VF : Brigitte Berges ; VQ : Mélanie Laberge) : Mary Donovan
- Alan Alda (VF : Georges Claisse ; VQ : Guy Nadon) : Thomas Watters
- Sebastian Koch (VF : Bernard Gabay ; VQ : Philippe Martin) : Wolfgang Vogel (de)
- Jesse Plemons (VF : Christophe Lemoine ; VQ : Frédérik Zacharek) : Joe Murphy
- Domenick Lombardozzi (VF : Gilles Morvan ; VQ : Jean-François Beaupré) : agent Blasco
- Austin Stowell (VF : Stanislas Forlani ; VQ : Hugolin Chevrette) : Francis Gary Powers
- Scott Shepherd (VF : Axel Kiener ; VQ : Patrice Dubois) : Hoffman
- Burghart Klaußner (VF : Vincent Grass ; VQ : Denis Mercier) : Harald Ott
- Eve Hewson (VF : Anne-Charlotte Piau ; VQ : Juliette Mondoux) : Jan Donovan, fille aînée de James et Mary Donovan
- Noah Schnapp : Roger Donovan, fils cadet de James et Mary Donovan
- Jillian Lebling : Peggy Donovan, fille benjamine de James et Mary Donovan
- Will Rogers (VF : Hugo Brunswick ; VQ : Nicolas Bacon) : Frederic Pryor
- Dakin Matthews (VF : Richard Leblond ; VQ : Vincent Davy) : Juge Mortimer W. Byers (en)
- Michael Gaston (VF : Philippe Peythieu ; VQ : Daniel Picard) : agent Williams
- Peter McRobbie (VF : Olivier Hémon ; VQ : Jean-Luc Montminy) : Allen Dulles
- Victor Verhaeghe (VF : Constantin Pappas ; VQ : François Trudel) : agent Gamber
- Stephen Kunken (VF : Yann Guillemot) : William F. Tompkins (en)
- Joshua Harto (VF : Cyrille Artaux) : Battes
- Billy Magnussen (VF : Benjamin Jungers ; VQ : Alexandre Fortin) : Doug Forrester
- Edward James Hyland : Earl Warren
- Mikhaïl Gorevoy (VF : Féodor Atkine ; VQ : Sylvain Hétu) : Ivan Alexandrovich Schischkin
- John Rue (VF : Patrick Béthune) : Lynn Goodnough
- Joe Forbrich (VF : Jérôme Pauwels) : Pinker
- Brian Hutchison (VF : Jérémy Bardeau) : l'agent du FBI
- Merab Ninidze : principal interrogateur soviétique

version française (VF) sur AlloDoublage; version québécoise (VQ) sur Doublage.qc.ca.

## Production

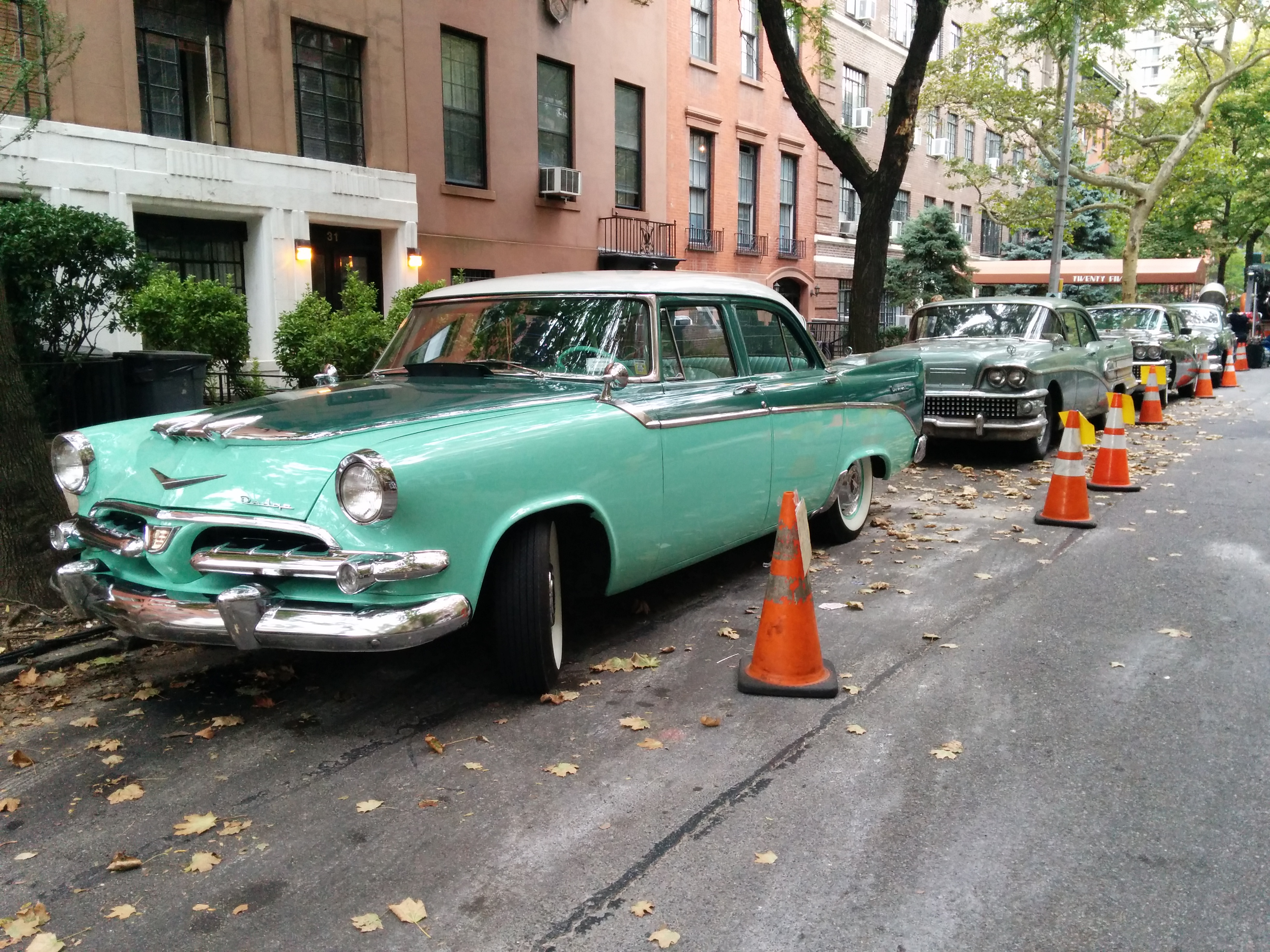
Des véhicules d'époque durant le tournage du film à Brooklyn Heights.

### Genèse et développement
Matt Charman écrit un premier scénario, puis approche DreamWorks, où Steven Spielberg apprécie son travail et souhaite même réaliser le film. En mai 2014, on apprend que Joel et Ethan Coen vont réécrire le script de Matt Charman,.

### Attribution des rôles
Tom Hanks retrouve Steven Spielberg après Il faut sauver le soldat Ryan (1998), Arrête-moi si tu peux (2002), Le Terminal (2004). Amy Ryan avait quant à elle joué dans La Guerre des mondes (2005).

### Tournage

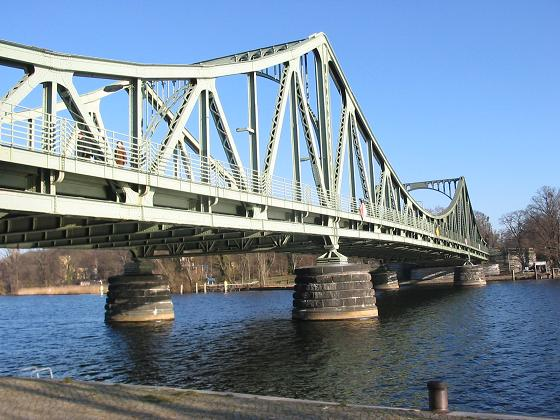
L'équipe a tourné sur le pont de Glienicke, entre Berlin et Potsdam.

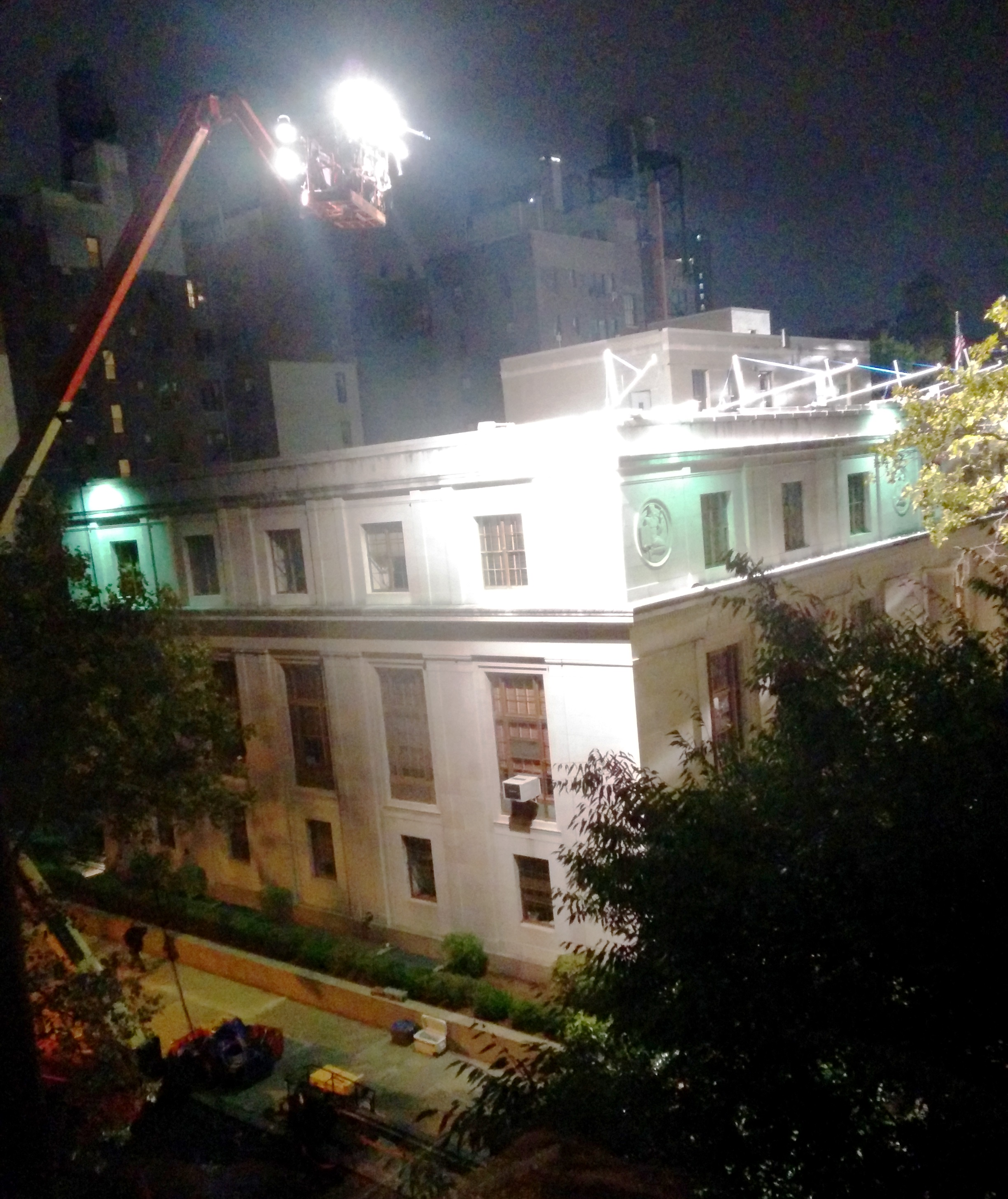
Tournage du film à Brooklyn Heights.

Le tournage débute à Brooklyn en septembre 2014, notamment dans le quartier de Dumbo.
Le 15 septembre 2014, l'équipe se rend à Astoria dans le Queens, pour tourner entre Astoria Park et Ditmars Boulevard,,. Le 27 septembre 2014, Tom Hanks est aperçu en costumes d'époque à Wall Street.
En octobre 2014, l'équipe quitte New York pour les studios de Babelsberg à Potsdam, dans la banlieue de Berlin en Allemagne, pour un tournage prévu jusqu'à fin novembre,,. Les 24 et 25 octobre 2014, des scènes sont tournées à l'aéroport de Berlin-Tempelhof avec un authentique C-54 Skymaster. Une scène-clef d'échange de prisonniers est filmée sur le pont de Glienicke, là même où eut lieu l'échange en 1962,. Le pont a été fermé à la circulation pendant cinq jours pour l'occasion, où l'équipe du film a reçu la visite de la chancelière Angela Merkel. Un autre lieu de tournage est le château de Marquardt à Potsdam. Les scènes de prisons ont été partiellement filmées au Mémorial de Berlin-Hohenschönhausen et les scènes dans le S-Bahn ont été prises à la gare d'Erkner.
Mi-novembre 2014, le tournage a lieu également à Wrocław en Pologne,,. Courant décembre, des scènes sont tournées sur la Beale Air Force Base en Californie.

### Musique
Albums de Thomas Newman
Spectre
(2015) Le Monde de Dory
(2016)
John Williams devait initialement composer la musique du film et ainsi réaliser sa 27e collaboration avec Steven Spielberg, mais il est finalement remplacé par Thomas Newman, pour des raisons de santé. Steven Spielberg a expliqué qu'après s'être fait poser un pacemaker John Williams avait été astreint au repos par ses médecins. Il s'agit d'un des rares films de Steven Spielberg sans John Williams avec La Couleur pourpre (musique de Quincy Jones), le téléfilm Duel (Billy Goldenberg), le sketch Kick the Can de La Quatrième Dimension (Jerry Goldsmith) et Ready Player One (Alan Silvestri).
L'album sort le 16 octobre 2015 aux États-Unis.
Toute la musique est composée par Thomas Newman.
| 1.  | Hall of Trade Unions, Moscow |  |
| 2.  | Sunlit Silence               |  |
| 3.  | Ejection Protocol            |  |
| 4.  | Standing Man                 |  |
| 5.  | Rain                         |  |
| 6.  | Lt. Francis Gary Powers      |  |
| 7.  | The Article                  |  |
| 8.  | The Wall                     |  |
| 9.  | Private Citizen              |  |
| 10. | The Impatient Plan           |  |
| 11. | West Berlin                  |  |
| 12. | Friedrichstrasse Station     |  |
| 13. | Glienicke Bridge             |  |
| 14. | Homecoming                   |  |
| 15. | Bridge of Spies (End Title)  |  |

## Accueil

### Accueil critique
Sur l’agrégateur de critiques Rotten Tomatoes, il obtient 91% d'avis favorables pour 315 critiques et une note moyenne de 7,7⁄10. Le consensus suivant résume les critiques compilées par le site : « Bridge of Spies trouve une nouvelle vie dans la formule de thriller d'espionnage classique de la guerre froide d'Hollywood, grâce au travail fiable et exceptionnel de Steven Spielberg et Tom Hanks ». Sur Metacritic, qui utilise une moyenne pondérée, le film obtient une note de 81⁄100 pour 48 critiques.
Sur le site AlloCiné, qui recense 36 critiques de presse, le film obtient la note moyenne de 3,9⁄5
.

### Box-office
Pour un budget de 40 000 000 $, le film en récolte plus de 165 millions au box-office.
| Pays ou région    | Box-office      | Date d'arrêt du box-office | Nombre de semaines |
| ----------------- | --------------- | -------------------------- | ------------------ |
| États-Unis Canada | 72 313 754 $    | 10 mars 2016               | 21                 |
| France            | 971 125 entrées | 10 février 2016            | 11                 |
| Mondial           | 165 478 348 $   | 10 mars 2016               | 21                 |

## Distinctions

### Récompenses

#### 2015
- Boston Society of Film Critics Awards : meilleur acteur dans un second rôle pour Mark Rylance
- Festival du film de Hollywood :
  - Hollywood Cinematography Award pour Janusz Kaminski
  - Hollywood Sound Award pour Gary Rydstrom
- New York Film Critics Circle Awards : meilleur acteur dans un second rôle pour Mark Rylance
- New York Film Critics Online Awards : meilleur acteur dans un second rôle pour Mark Rylance

#### 2016
- British Academy Film Awards : meilleur acteur dans un second rôle pour Mark Rylance
- David di Donatello : Meilleur film étranger
- Oscars : meilleur acteur dans un second rôle pour Mark Rylance
- Saturn Awards : Meilleur thriller

### Nominations

#### 2015
- Los Angeles Film Critics Association Awards : meilleur acteur dans un second rôle pour Mark Rylance
- Washington DC Area Film Critics Association Awards :
  - Meilleur acteur dans un second rôle pour Mark Rylance
  - Meilleur scénario pour Joel et Ethan Coen et Matt Charman

#### 2016
- Golden Globes : meilleur acteur dans un second rôle pour Mark Rylance
- Oscars :
  - Meilleur film
  - Meilleur scénario original pour Matt Charman, Joel et Ethan Coen
  - Meilleure musique pour Thomas Newman
  - Meilleur mixage de son
  - Meilleurs décors
- Screen Actors Guild Awards : meilleur acteur dans un second rôle pour Mark Rylance

## Autour du film
En 1965, un premier long métrage a failli voir le jour avec les acteurs Gregory Peck et Alec Guinness respectivement dans les rôles de James Donovan et Rudolf Abel. Un scénario écrit par Stirling Silliphant était même terminé. Mais à la suite des nombreux conflits de l’époque entre les États-Unis et Cuba (crise des missiles et débarquement de la baie des Cochons), la maison de production Metro-Goldwyn-Mayer mit fin au projet.

### Citations
Au tout début du film, Steven Spielberg fait référence au Triple autoportrait de Norman Rockwell,.